# Dorsetochelys
Dorsetochelys is een geslacht van uitgestorven schildpadden uit het Vroeg-Krijt van Zuid-Engeland en noordwest-Duitsland.

## Taxonomie
De typesoort Dorsetochelys delairi werd in 1976 benoemd door Susan E. Evans. De geslachtsnaam verbindt een verwijzing naar Dorset met het Grieks chelys, 'schildpad'. De soortaanduiding eert Justin Delair.
Het holotype is DORCM G.23, een complete schedel van de Purbeck-groep uit het Vroeg-Krijt (Berriasien) van Dorset, Engeland. Allerlei eerder benoemd slecht materiaal kan aan de soort identiek zijn, zij het dat dit niet bewezen kan worden. Dit omvat Pleurosternon typocardium Seeley, 1869,  en Thalassemys ruetimeyeri Lydekker 1889.
In 1998 werd een schildpadschedel uit de buurt van Como Bluff, Wyoming, door Robert T. Bakker benoemd als de nieuwe soort Dorsetochelys buzzops ter ere van Buzz Pitman, een museumdirecteur van het Rock River Museum in de buurt van Como Bluff. Echter, een cladistische analyse uitgevoerd in 2013 vond die soort als een lid van de Baenidae, de zustergroep van Uluops.
In 2012 werden pleurosternide resten beschreven van de Bückeberg-formatie uit het Vroeg-Krijt (Berriasien) van Nedersaksen, noordwest-Duitsland en dit leidde tot een herbeoordeling van de problematische soort Pleurosternon typocardium, die in 2004 door Milner voorlopig naar Glyptops was verwezen. Het nieuwe geslacht Ballerstedtia werd bedacht voor Pleurosternon typocardium en de overblijfselen uit Nedersaksen werden Ballerstedtia bueckergensis genoemd. In een artikel in 2014, werd Ballerstedtia synoniem gesteld aan Dorsetochelys.
Dorsetochelys is in de Pleurosternidae geplaatst.